# Public Service Broadcasting
Public Service Broadcasting es un trío musical con sede en Londres conformado por J. Willgoose, Esq en guitarra, banjo, otros instrumentos de cuerdas, sample e instrumentos eléctricos, Wrigglesworth en batería, piano e instrumentos eléctricos y JF Abraham en bajo eléctrico y el fliscorno.
La banda se destaca por utilizar newsreels, programas de radio, propaganda política y archivos periodísticos para componer las letras de sus canciones.

## Historia
Al principio, la banda consistía solamente de Willgoose. Hizo su debut público en el pub The Selkirk en el barrio londinense de Tooting  en el año 2009. Poco después publicó el EP One. En el 2010 Wrigglesworth se unió a la banda, y participaron del festival Aestival en septiembre del mismo año, luego de esto, la banda comenzó a trabajar en su segundo EP The War Room, que fue publicado en 2012.
Desde entonces, la banda publicó dos álbumes, Inform-Educate-Entertain (2013); y The Race for Space basado en la carrera espacial, publicado el 23 de febrero de 2015. Este último llegó al puesto 11 en los charts británicos, y llegó al número 1 en los charts independientes británicos. A finales de 2015 se publicó un sencillo que servía como continuación de The Race for Space titulado Sputnik/Korolev que incluía el tema "Sputnik" del segundo álbum y una nueva canción "Korolev", un homenaje a Serguéi Koroliov. Tras esto, la banda inició un tour por el Reino Unido para promocionar el álbum.
El 10 de marzo de 2017, PSB presentó un nuevo sencillo titulado Progress creado junto a la vocalista de Camera Obscura Tracyanne Campbell, donde también se introdujo al tercer miembro de la banda, JF Abraham, quien anteriormente participaba en los conciertos tocando el bajo eléctrico y el fliscorno.
El 20 de marzo de 2017 se reveló que la banda estaba trabajando en su tercer álbum titulado Every Valley, la temática de este álbum será sobre la industria minera del carbón en Gales. El álbum salió a la venta el 7 de julio de 2017. El tercer sencillo del álbum, llamado "People Will Always Need Coal" se publicó el 21 de junio de 2017.
En julio de 2018, la banda presentó cuatro canciones nuevas inspiradas en la historia del RMS Titanic en un evento musical organizado por la BBC en Belfast. El 19 de septiembre se lanzó el sencillo White Star Liner, y se anunció que el 26 de octubre se publicaría el nuevo EP del mismo nombre.
El 2 de junio de 2021 la banda anunció un nuevo álbum titulado Bright Magic el cual está inspirado en la ciudad de Berlín. El mismo día lanzaron el sencillo People, Let's Dance con la participación de EERA. Para llevar a cabo el álbum, Willgoose se mudó a Berlín entre abril de 2019 y enero de 2020, mientras que las grabaciones se llevaron a cabo en el Hansa Tonstudio.

## Estilo musical y recitales
La banda toca música instrumental, con Willgoose señalando que: 

El canto nunca va a funcionar. No voy a ser feliz con él, no me voy a sentir cómodo cantando para otras personas.

La banda utiliza newsreels, programas de radio, propaganda política y archivos periodísticos para componer las letras de sus canciones, con el objetivo de:

Enseñar las lecciones del pasado a través de la música del futuro.

A pesar de su rechazo inicial al canto, Willgoose contribuyó con las voces en la canción "You+Me" del álbum Every Valley, porque el vocalista previsto no estaba disponible.
En directo les acompaña Mr B que se encarga del espectáculo visual.

## Discografía

### Discos de estudio
- Inform-Educate-Entertain (2013) Puesto número 21 en el Reino Unido
- The Race for Space (2015) Puesto número 11 en el Reino Unido
- Every Valley (2017)
- Bright Magic (2021)

### Recitales
- Live at Brixton (2016)[13]

### Compilados
- The Race for Space / Remixes (17 de junio de 2016)[14] Puesto número 59 en el Reino Unido

### EP
- EP One — 7 de agosto de 2010.[15]
- The War Room — 28 de mayo de 2012[16][17][18][19]
- Signal 30 — 15 de abril de 2013
- White Star Liner — 26 de octubre de 2018[9]

### Sencillos
- "ROYGBIV" — 5 de marzo de 2012[20] Ganó el premio "Rebel Playlist" de la BBC Radio 6 Music[21]
- "Spitfire" — 26 de marzo de 2012[22][23][24][25] Ganó el premio "Rebel Playlist" de la BBC Radio 6 Music[26]
- "London Can Take It" — 13 de agosto de 2012[27][28]
- "Everest" — 12 de noviembre de 2012 exclusivamente para descarga digital[29]
- "Signal 30" [30]
- "Night Mail"[31]
- "Elfstedentocht" —  11 de noviembre de 2013[32][33]
- "Gagarin" - 1 de diciembre de 2014 (Primer sencillo del álbum "The Race For Space")
- "Go!" - 23 de febrero de 2015
- "Sputnik/Korolev" - 20 de noviembre de 2015, puesto número 4 en el Reino Unido[34]
- "Progress" - 10 de marzo de 2017 (Primer sencillo de "Every Valley")[35]
- "People Will Always Need Coal" - 21 de junio de 2017 (Segundo sencillo de "Every Valley")[8]
- White Star Liner — 19 de septiembre de 2018[9]
- People, Let’s Dance — 2 de junio de 2021